# Planoendothyra
Paraendothyra es un género de foraminífero bentónico de la subfamilia Endostaffellinae, de la familia Endothyridae, de la superfamilia Endothyroidea, del suborden Fusulinina y del orden Fusulinida. Su especie tipo es Paraendothyra nalivkini. Su rango cronoestratigráfico abarca el Tournaisiense medio (Carbonífero inferior).

## Discusión
Clasificaciones más recientes incluyen Paraendothyra en el suborden Endothyrina, del orden Endothyrida, de la subclase Fusulinana de la clase Fusulinata.

## Clasificación
Paraendothyra incluye a las siguientes especies:
- Paraendothyra lianxianensis †
- Paraendothyra nalivkini †
- Paraendothyra portentosa †
- Paraendothyra reniformis †
- Paraendothyra songziensis †
- Paraendothyra verkhojanica †